# 박선재
박선재(1991년 ~)는 대한민국의 배우, 모델이다.

## 방송
- Devil's RUNWAY (2016)
- 내 딸의 남자들 (2017)
- 한입만 (2018)
- 좀 예민해도 괜찮아 시즌2 (2019)
- 한입만 시즌2 (2019)
- UMAX 로스타임 라이프 : 더 라스트 찬스 (2019)